# سفر فلیسیا (فیلم)
سفر فلیسیا (انگلیسی: Felicia's Journey) فیلمی در ژانر درام به کارگردانی آتوم اگویان و باب هاسکینز است که در سال ۱۹۹۹ منتشر شد.
از بازیگران آن می‌توان به باب هاسکینز، الین کاسیدی، آرسینه خانجیان، باب مِـیسون و جرالد مک‌سورلی اشاره کرد.